# 天主教圣若昂-达博阿维斯塔教区
天主教聖若昂-達博阿維斯塔教區（拉丁語：Dioecesis Sancti Ioannis in Brasilia），是巴西一個天主教教區，位於聖保羅州東北部，包括廿三市。屬里貝朗普雷圖總教區。
教區成立於1960年1月16日。2010年有教友547,000人，佔總人口87.7%。有七十一個堂區、司鐸174人。現任教區主教為達味·迪亞斯·皮門特爾。